# 马潞生
马潞生（1948年5月—），男，汉族，原籍山西阳城，生于山西长治，中华人民共和国政治人物，曾任福建省财政厅厅长，福建省人大常委会秘书长、副主任。

## 家庭
父亲马子明，曾任福建省财政厅厅长。